# 裏切りの闇で眠れ
『裏切りの闇で眠れ』（うらぎりのやみでねむれ、原題：Truands）は、2007年制作のフランスのサスペンス映画。ブノワ・マジメル主演、フレデリック・シェンデルフェール監督・製作・脚本が担当する。パリを舞台にして、闇社会の危ない仕事と暗黒街に生きる非情な男たちの暴力と性を描き出した作品。R-18指定。
日本では2008年2月23日より新宿武蔵野館ほか全国にて順次公開（日本語字幕のみ）。また、2008年8月22日にアミューズソフトエンタテインメントよりDVD（ASBY-4106）が発売されており、オリジナル予告編やメイキングなど映像特典を収録されている。

## ストーリー
仲間のジャン＝ギィ（オリヴィエ・マルシャル）と闇社会で危険な商売を請け負っている殺し屋フランク（ブノワ・マジメル）。大きなコカイン取引を裏切り者に邪魔された闇社会の帝王クロード（フィリップ・コベール）は、実の息子のように信頼を寄せているフランクに、裏切り者の居場所を突き止め、殺すように依頼する。

## キャスト
| 役名               | 俳優                               |
| ------------------ | ---------------------------------- |
| フランク           | ブノワ・マジメル                   |
| クロード・コルティ | フィリップ・コーベール             |
| ベアトリス         | ベアトリス・ダル                   |
| ジャン＝ギィ       | オリヴィエ・マルシャル             |
| イシャム           | メーディ・ネブー                   |
| ラルビ             | トメル・シスレー                   |
| リッキー           | リュドヴィック・シェンデルフェール |

## スタッフ
- 監督：フレデリック・シェンデルフェール
- 製作：フレデリック・シェンデルフェール、エリック・ネーヴェ
- 脚本：フレデリック・シェンデルフェール、ヤン・ブリオン
- 撮影：ジャン＝ピエール・ソーヴェール
- 編集：イレーヌ・ブレクア
- 音楽：ブリュノ・クーレ
- 美術：ジャン＝マルク・ケルドゥリュ
- 衣装：ナタリー・ラウル